# 23098 Huanghuang
23098 Huanghuang là một tiểu hành tinh vành đai chính với chu kỳ quỹ đạo là 1660.6816775 ngày (4.55 năm).
Nó được phát hiện ngày 8 tháng 12 năm 1999.